# Thomas de Maizière
Karl Ernst Thomas de Maizière (ur. 21 stycznia 1954 w Bonn) – niemiecki polityk i prawnik, działacz Unii Chrześcijańsko-Demokratycznej (CDU), poseł do Bundestagu, w rządach Angeli Merkel szef Urzędu Kanclerza Federalnego i minister do zadań specjalnych (2005–2009), federalny minister obrony (2011–2013) oraz minister spraw wewnętrznych (2009–2011, 2013–2018).

## Życiorys
Potomek hugenockiej rodziny, jest synem Ulricha (generalnego inspektora Bundeswehry) i stryjecznym bratem Lothara (ostatniego premiera NRD). Do CDU wstąpił w 1971 jeszcze jako uczeń.
Studiował prawo i historię na Westfalskim Uniwersytecie Wilhelma w Münsterze oraz na Uniwersytecie Albrechta i Ludwika we Fryburgu (1974–1979). Do 1982 zdał państwowe egzaminy prawnicze I oraz II stopnia. W 1986 doktoryzował się w zakresie prawa na podstawie pracy pt. Die Praxis der informellen Verfahren beim Bundeskartellamt – Darstellung und rechtliche Würdigung eines verborgenen Vorgehens. Od 1983 pracował w urzędzie nadburmistrza Berlina Zachodniego w czasie pełnienia tej funkcji przez Richarda von Weizsäckera i Eberharda Diepgena, później kierował jednym z departamentów Kancelarii Senatu Berlina i był rzecznikiem prasowym frakcji CDU.
W 1990 został powołany na stanowisko sekretarza stanu w ministerstwie kultury rządu krajowego Meklemburgii-Pomorza Przedniego. Od 1994 do 1998 był szefem kancelarii premiera tego rządu Berndta Seite. W 1999, po porażce CDU w wyborach krajowych w Meklemburgii-Pomorzu Przednim, przeszedł do pracy w rządzie Saksonii. Był kolejno szefem kancelarii premiera Kurta Biedenkopfa (1999–2001), ministrem finansów (2001–2002), ministrem sprawiedliwości (2002–2004) oraz ministrem spraw wewnętrznych (2004–2005). Od 2004 do 2005 zasiadał jednocześnie w landtagu Saksonii.
W powołanym w listopadzie 2005 pierwszym rządzie Angeli Merkel, tworzonym przez tzw. wielką koalicję (CDU/CSU i SPD), objął stanowisko ministra do zadań specjalnych i szefa Urzędu Kanclerza Federalnego. W 2009 po raz pierwszy uzyskał mandat posła do Bundestagu, z powodzeniem ubiegał się o reelekcję w wyborach w 2013 oraz 2017.
W zaprzysiężonym w październiku 2009 rządzie koalicyjnym CDU-FDP dotychczasowej kanclerz przeszedł na urząd ministra spraw wewnętrznych. W marcu 2011 został mianowany przez prezydenta Christiana Wulffa ministrem obrony, zastąpił zdymisjonowanego Karla-Theodora zu Guttenberga. W grudniu 2013, po odnowieniu w kolejnej kadencji wielkiej koalicji i powołaniu trzeciego gabinetu Angeli Merkel, ponownie objął funkcję ministra spraw wewnętrznych. Pełnił ją do końca funkcjonowania tego rządu, tj. do marca 2018.

## Życie prywatne
Żonaty, ma troje dzieci.